# العلاقات الجامايكية الغينية
العلاقات الجامايكية الغينية هي العلاقات الثنائية التي تجمع بين جامايكا وغينيا.

## مقارنة بين البلدين
هذه مقارنة عامة ومرجعية للدولتين:
| وجه المقارنة                                              | جامايكا       | غينيا       |
| --------------------------------------------------------- | ------------- | ----------- |
| المساحة (كم2)                                             | 10.99 ألف     | 245.86 ألف  |
| عدد السكان (نسمة)                                         | 2.95 مليون    | 12.72 مليون |
| الكثافة السكانية (ن./كم²)                                 | 268.43        | 51.74       |
| العاصمة                                                   | كينغستون      | كوناكري     |
| اللغة الرسمية                                             | لغة إنجليزية  | لغة فرنسية  |
| العملة                                                    | دولار جامايكي | فرنك غيني   |
| الناتج المحلي الإجمالي (بليون دولار)                      | 14.77 مليار   | 10.50 مليار |
| الناتج المحلي الإجمالي (تعادل القوة الشرائية) بليون دولار | 24.79 مليار   | 15.24 مليار |
| الناتج المحلي الإجمالي الاسمي للفرد دولار أمريكي          | 5.23 ألف      | 531         |
| الناتج المحلي الإجمالي للفرد دولار أمريكي                 | 8.88 ألف      | 1.22 ألف    |
| مؤشر التنمية البشرية                                      | 0.719         | 0.411       |
| رمز المكالمات الدولي                                      | +1876         | +224        |
| رمز الإنترنت                                              | .jm           | .gn         |
| المنطقة الزمنية                                           | 00            | 00          |

## منظمات دولية مشتركة
يشترك البلدان في عضوية مجموعة من المنظمات الدولية، منها:
| علم المنظمة | اسم المنظمة                                 | تاريخ انضمام جامايكا | تاريخ انضمام غينيا |
| ----------- | ------------------------------------------- | -------------------- | ------------------ |
|             | يونسكو                                      | 7 نوفمبر 1962        | 2 فبراير 1960      |
|             | وكالة ضمان الاستثمار متعدد الأطراف          | 12 أبريل 1988        | 5 أكتوبر 1995      |
|             | الأمم المتحدة                               | 18 سبتمبر 1962       | 12 ديسمبر 1958     |
|             | مجموعة دول أفريقيا والكاريبي والمحيط الهادئ | ?                    | ?                  |
|             | الاتحاد البريدي العالمي                     | ?                    | ?                  |
|             | البنك الدولي للإنشاء والتعمير               | 21 فبراير 1963       | 28 سبتمبر 1963     |
|             | منظمة حظر الأسلحة الكيميائية                | ?                    | ?                  |
|             | مؤسسة التمويل الدولية                       | 31 مارس 1964         | 22 أكتوبر 1982     |
|             | المركز الدولي لتسوية المنازعات الاستشارية   | 14 أكتوبر 1966       | 4 ديسمبر 1968      |
|             | منظمة التجارة العالمية                      | ?                    | 25 أكتوبر 1995     |
|             | منظمة الشرطة الجنائية الدولية               | ?                    | ?                  |

## وصلات خارجية
- موقع وزارة الخارجية الجامايكية